# Mam taką twarz, że ludzie mi ufają... billing
Mam taką twarz, że ludzie mi ufają... billing – debiutancki solowy album studyjny polskiego rapera i producenta muzycznego Emila Blefa, znanego z występów w zespole Flexxip. Wydawnictwo ukazało się 20 maja 2008 roku nakładem wytwórni muzycznej Haos Studio. 

## Lista utworów
Opracowano na podstawie materiału źródłowego.
1. "Mam taką twarz" (muzyka: Bartosz G, gościnnie: Bartek Schmidt) - 2:50
2. "Oczy uszy usta" (muzyka: Piotr "π" Walicki, gramofony: Daniel Drumz) - 4:16
3. "Przyjdź wieczorem" (gitara basowa: Łukasz "Dr. Groove" Drwal, róg: Dominik Mietła, muzyka, produkcja: Piotr "π" Walicki, produkcja: Emil Blef, gościnnie: Bartek Schmidt) - 3:50
4. "Stawki są wysokie" (muzyka: Me?How?, gramofony: DJ Twister) - 4:27
5. "Nikt nie lubi telefonów w nocy" (muzyka: Święty Mikołaj) - 3:48
6. "Dzień mija w dobrym tempie" (róg: Dominik Mietła, gitara: Marek Konieczny, muzyka, produkcja: Piotr "π" Walicki, produkcja: Emilf Blef, gościnnie: Eldo) - 4:03
7. "Tolerancja w ciemnych okularach (ciężko)" (beatbox: TikTak, produkcja: Emil Blef, TikTak) - 2:14
8. "Wake Up" (muzyka: Kixnare) - 3:33[A]
9. "Brat rapera" (muzyka: Ten Typ Mes, gramofony: DJ Technik) - 4:00
10. "Wywiad" (flet: Wujek Władek, muzyka, produkcja: Piotr "π" Walicki, produkcja: Emil Blef, gościnnie: Eskaubei) - 5:24
11. "Dać ponieść się przez iluzję" (muzyka: Prezuro, gościnnie: Bartek Schmidt) - 2:53
12. "Inicjacja" (muzyka: Piotr "π" Walicki, gościnnie: Bartek Schmidt) - 5:06
13. "Dwie łąki" (muzyka: Happy Hour People) - 4:20
14. "Nie wystarczy wejść do studia" (muzyka: Piotr "π" Walicki, gościnnie: Ten Typ Mes) - 5:22

Notatki
- A^ W utworze wykorzystano sample z piosenki "Wake Up Everybody" w wykonaniu Harolda Melvina & the Blue Notes[3].